# Suzanne-met-de-mooie-ogen
Suzanne-met-de-mooie-ogen (Thunbergia alata) is een plant uit de familie Acanthaceae. 
Het is een kruidachtige plant met windende stengels, die tot 4 m hoog worden. De bladeren zijn tegenoverstaand, eirond tot driehoekig-langwerpig, 3,5-15 × 2,5-11 cm groot, toegespitst, gaafrandig of hebben enkele grove tanden. Er zijn vijf tot zeven nerven die ontspringen vanaf de hart- of spiesvormige voet. De bladsteel is gevleugeld.
De bloemen staan alleen of in kleine groepen in de bladoksels. Ze zijn geel tot oranje met een zwart centrum. De kelk bestaat uit elf tot zestien tanden, die tussen twee 1,5-2,5 cm lange schutbladeren zitten verborgen. De bloemkroon heeft een 1,5-2 cm lange, iets gebogen kroonbuis en een vijflobbige, 3-4 cm brede zoom. De vruchten worden omsloten door de verdroogde schutbladeren. Ze zijn circa 1 cm groot en bolvormig met een 1 cm lange snavel.
Suzanne-met-de-mooie-ogen is afkomstig uit tropisch Afrika. De soort wordt wereldwijd als sierplant gekweekt en komt ook verwilderd voor. Er bestaan cultivars met witte en rode bloemen en ook bestaan er cultivars zonder het kenmerkende zwarte centrum.
In België en Nederland wordt de plant veel door de handel aangeboden. Hier kan hij als eenjarige plant op een zonnige standplaats in de tuin worden gekweekt. De plant heeft veel water nodig. Bij de eerste nachtvorst zal de plant afsterven.

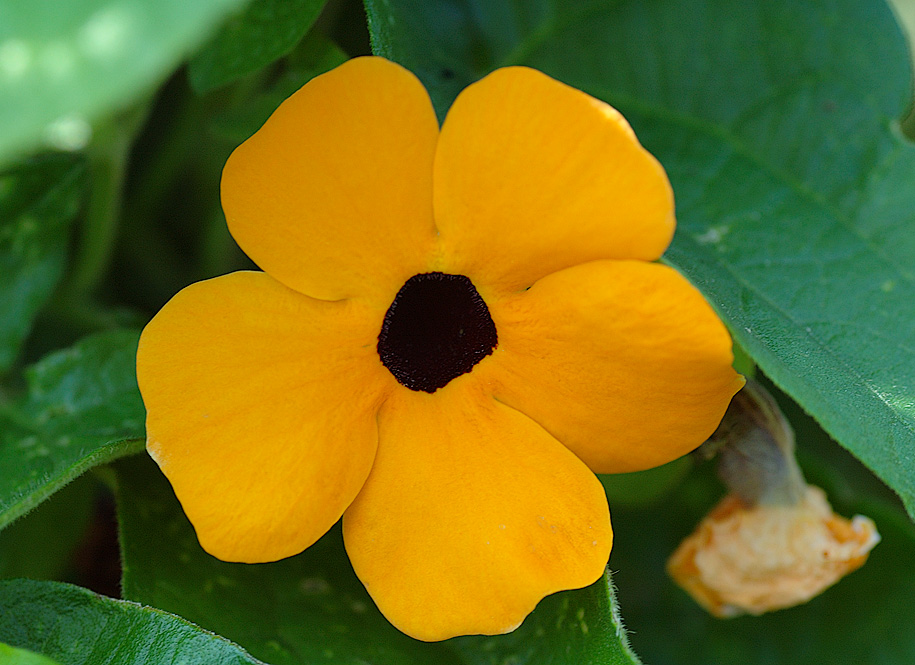
bloem

... · 
T. adenocalyx · 
T. alata (Suzanne-met-de-mooie-ogen) · 
T. amoena · 
T. anatina · 
T. angolensis · 
T. angulata · 
T. annua · 
T. armipotens · 
T. arnhemica · 
T. atacorensis · 
T. atriplicifolia · 
T. austromontana · 
T. bancana · 
T. barbata · 
T. batjanensis · 
T. battiscombei · 
T. benguettensis · 
T. bianoensis · 
T. bicolor · 
T. bogoroensis · 
T. brachypoda · 
T. brachytyla · 
T. buennemeyeri · 
T. capensis · 
T. chrysops · 
T. clarkei · 
T. coccinea · 
T. colpifera · 
T. crispa · 
T. dasychlamys · 
T. dregeana · 
T. eberhardtii · 
T. erecta · 
T. erythreae · 
T. eymae · 
T. fasciculata · 
T. fastuosa · 
T. fischeri · 
T. fragrans · 
T. geoffrayi · 
T. gibsonii · 
T. gracilis · 
T. graminifolia · 
T. grandiflora (Grootbloemige thunbergia)  · 
T. gregorii · 
T. guerkeana · 
T. hamata · 
T. hastata · 
T. hebecocca · 
T. hederifolia · 
T. heterochondros · 
T. hirsuta · 
T. holstii · 
T. huillensis · 
T. hyalina · 
T. ilocana · 
T. jayii · 
T. kangeanensis · 
T. kirkiana · 
T. kirkii · 
T. laborans · 
T. lacei · 
T. laevis · 
T. lancifolia · 
T. lathyroides · 
T. laurifolia · 
T. liebrechtsiana · 
T. maculata · 
T. masisiensis · 
T. mechowii · 
T. microchlamys · 
T. mildbraediana · 
T. mufindiensis · 
T. mysorensis (Mysore-winde) · 
T. natalensis · 
T. petersiana · 
T. pondoensis · 
T. purpurata · 
T. pynaertii · 
T. quadrialata · 
T. quadricostata · 
T. richardsiae · 
T. rufescens · 
T. ruspolii · 
T. schimbensis · 
T. stelligera · 
T. trachychlamys · 
T. vogeliana · 
...